# 查曰俞
查曰俞（？—？），字赓虞，號力庵，南直隶宁国府涇縣人。明朝政治人物。

## 生平
万历三十四年（1606年）丙午科应天乡试举人，天啓五年（1625年）乙丑科進士，授行人，奉旨册封藩王，卒于道。

## 家族
父查河清，以子曰俞赠行人司行人。